# Laccase
Une laccase est une oxydoréductase qui catalyse la réaction :
4 benzènediol + O2  {\displaystyle \rightleftharpoons }  4 benzosemiquinone + 2 H2O.
Faisant partie des polyphénol oxydases, cette enzyme, qui utilise le cuivre comme cofacteur, est présente chez des plantes, des mycètes et des microorganismes. Les laccases polymérisent pour former des dimères ou des trimères enzymatiquement actifs. Elles agissent sur les phénols et les molécules apparentées, et joueraient un rôle dans la formation de la lignine en amorçant le couplage oxydant de monolignols. D'autres laccases, telles que celles produites par Pleurotus ostreatus, jouent un rôle dans la dégradation de la lignine et peuvent par conséquent être considérées comme des ligninases.
Le cuivre est lié sur plusieurs sites de la protéine. On distingue trois types. Les types 2 et 3 sont appelés grappe tri-nucléaire.
Le cuivre du type 1 est soluble dans l'eau. Le mercure déplace le cobalt complexé dans les laccases. Les complexants du cuivre peuvent le déplacer et le remplacer par du cobalt. Les cyanures complexent également le cuivre, mais dans ce cas il n'est pas possible de réinsérer du cobalt.
Les laccases oxydent les dérivés phénoliques mais d'une façon ménagée qui transforme la lignine en monolignol.
Ils sont utilisés comme détoxifiant industriel, par exemple dans le cas du champignon Mycène pourpre foncé.
Les laccases ont été étudiés en 1894 pour la première fois par Gabriel Bertrand.